# 梁海峰
梁海峰（1870年—1955年8月），字峻山，陕西醴泉东镇梁家村人，贡生，曾任米脂县知事。清末民初教育家、文学家、地方官员。

## 生平
梁于1870年（清同治九年）出生于陕西省西安府醴泉县。他热爱学问，好读书，参加清朝的科举考试考中廪贡生，师从陕西维新派领袖刘古愚，受业于他所開設的烟霞书院。1898年，梁随刘古愚参与百日维新运动。变法失败，梁得到县衙将逮捕康梁新党的消息后，继续坚定支持维新主张，拒绝外出躲避，陪同刘古愚在味经书院“饮酒待戮”，后幸免于难。
辛亥革命前，梁先后任教于陕西省师范大学堂、陆军中学堂等校。梁的学生中有许多革命进步人士，包括后来的国民军副司令兼第二军军长胡景翼、民盟中央副主席杨明轩、国军二十二军军长左协中等。民国年间，梁曾任陕西省米脂县知事、陕西省禁烟委员、陕西省视学等职，后弃官。
弃官后，梁辗转任教于西安一中、西安二中、西安第一师范、西安女子师范等校。1911年梁与王绶金、王宪章等捐资创办健行小学，后在陕西省立第一师范任训育主任。1928年，与女婿张文穆创办陕西省私立民兴中学（今西安市第八中学前身），自任理事长，1939年任该校校长。抗日战争胜利后，任醴泉县昭陵小学校长。1955年8月，梁海峰因病去世。

## 私人交往
梁拜师刘古愚，与刘往来密切。1899年，刘居于礼泉烟霞草堂时，曾为梁海峰父亲梁玉树撰写墓志铭。求学期间，梁与同学于右任私教甚笃，两人维持了多年的友谊，常常互赠书画。

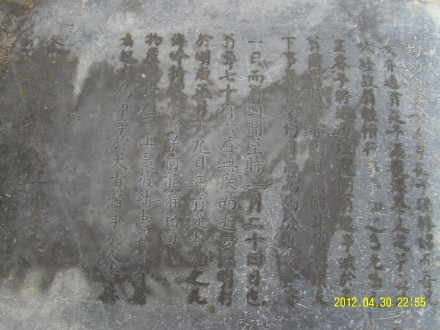
梁海峰父墓志铭

## 评价
梁一生清廉替民作主，但其仕途并不成功，米脂县志记载他“软弱无能，人称‘梁老婆’”。